# We Made It
Singles de Louis Tomlinson
Kill My Mind
(2019) Don't Let It Break Your Heart
(2019)
We Made It est une chanson du chanteur anglais Louis Tomlinson, sortie le 24 octobre 2019 sous les labels Syco Music, Sony Music. Le single apparaît sur l'album Walls. 

## Contexte
Le chanteur a écrit cette chanson en 2017 et la plus grande partie du single est écrit sur sa petite amie ainsi que sur ses fans. Dans une interview pour iHeart Radio, le chanteur déclare : « Cette chanson, que j'ai écrite il y a environ deux ans et demi maintenant. J'en suis très fier. C'était à l'origine un titre et un concept quand nous avons commencé à écrire la chanson et c'était un peu un message entre moi et les fans. Je pensais à ce premier concert de la tournée, à ce qu'il signifiait pour moi, et à ce sentiment d'être un groupe, et pas seulement moi. Je pensais à tous les gens patients qui m'attendaient dans ce concert et c'est ainsi que tout a commencé. Les couplets, j'étais juste un peu plus visuel et je parlais de ma relation quand j'étais en tournée mondiale avec le groupe, mais ma copine était encore à l'université. J'allais lui rendre visite et rester avec elle, donc c'était une version assez intéressante aussi ».

## Clip
Louis Tomlinson a filmé le clip avec le réalisateur Charlie Lightening entre une salle de jeux et une promenade au bord de la mer. Le clip est sorti le même jour que le single et montre le chanteur ainsi qu'un couple qui surmonte des épreuves difficiles. 

## Performance
Louis Tomlinson chante pour la première fois We Made It sur le plateau de l'émission The Late Late Show with James Corden le 28 octobre 2019